# برادسکو سجوروس
برادسکو سجوروس (انگلیسی: Bradesco Seguros) شرکت بیمه برزیلی است، که در سال ۱۹۴۶ تأسیس شد.